# Пенсионно осигуряване
Пенсионното осигуряване е организирана форма на защита срещу възникването на определени социални рискове.

## Обществено осигуряване
Политикоикономическите основни модели за обществено осигуряване са 2 – либерален и държавен. Изграждането на втория модел е детерминирано от възникването на понятието за социална държава. Съществуват и т.нар. смесени модели, но това са по-скоро модификации между двата основни модела или такива с участието на трети пенсионносигурителни лица, примерно пенсионни фондове, корпорации или други субекти.

## Пенсионни системи
Пенсионните системи в света също се разделят най-общо на два модела – капиталопокриваща пенсионна система и разходопокривна, или солидарна. Тези модели имат различни модификации. Съществуват и смесени системи между двата модела.

## История
Социалното осигуряване като форма за издръжка на нетрудоспособните лица води началото си от ХІХ век като клон на личното застраховане.
Канцлерът Ото фон Бисмарк е пионер в областта на държавното обществено осигуряване, въвеждайки за първи път държавна социалноосигурителна система в Германската империя през 1889 г. Добрият пример е последван от много европейски страни до края на 19 век.
Голямата депресия и Втората световна война принуждават редица либерални режими изповядващи т.нар. ценности на либералната демокрация да изградят държавен модел за обществено осигуряване. Най-съществения въпрос при въвеждането на този модел е за контрола върху публичните финанси. В САЩ президентът Барак Обама печели изборите обещавайки въвеждането на държавен модел на обществено осигуряване, която инициатива среща съпротивата на големите застрахователни дружества.
Теоретична основа на държавния модел за обществено осигуряване е концепцията за държава на благоденствието, а правна – социалната държава.

## Вижте още
- Пенсионно осигуряване в България